# Tabac reconstitué
Le tabac reconstitué est un produit manufacturé élaboré à partir des sous-produit de la fabrication du tabac. Les débris de feuilles de tabac sont récupérés lors de leur traitement, puis subissent un traitement industriel afin d'être transformés en feuilles broyées. Il entre dans la composition des cigarettes.